# 小豐坦
47°48′6″N 29°31′9″E / 47.80167°N 29.51917°E
小豐坦（烏克蘭語：Малий Фонтан）是位於烏克蘭西南部的村莊，由敖德萨州波季利斯克区的庫亞利尼克市鎮負責管轄。該村始建於1920年，面積0.96平方公里，海拔高度247米，2001年人口916，人口密度每平方公里954.17人。